# Goré (Txad)
Goré (àrab: غوري, Ḡūrī) és una ciutat del Txad, capital del departament de La Nya Pendé, que forma part de la regió de Logone Oriental.
Prop de Goré, els camps de refugiats d'Amboko, Gondjé i Dosseye, situats al llarg del riu Pendé, han albergat refugiats procedents de la República Centreafricana. Fins a 2009, «a Gore i els seus voltants, més de 15.000 nens estaven actualment matriculats en les més de 25 escoles secundades per l'UNICEF». Això inclou més de 6.000 alumnes refugiats. Els programes agrícoles de l'ONU estan ajudant els refugiats a avançar cap a l'autosuficiència alimentària.
A l'abril de 2014, les tropes txadianes que escortaven un comboi dels «últims 540 residents musulmans» de Bossangoa (República Centreafricana) a Goré (Txad) van ser atacades per la milícia local al seu pas per Boguila. Tres persones van resultar ferides.
La ciutat té una oficina d'UNHCR i un hospital.

## Demografia

### Evolució
|      | Població | Homes  | Dones  |
| ---- | -------- | ------ | ------ |
| 1993 | 4 079    | -      | -      |
| 2009 | 60 484   | 29 789 | 30 695 |

### Rangs d'edat
|               | Homes  | Dones  | Total  |
| ------------- | ------ | ------ | ------ |
| 0-14 anys     | 16 028 | 15 366 | 31 394 |
| 15-59 anys    | 12 931 | 23 674 | 27 364 |
| 60 anys o més | 830    | 896    | 1 726  |